# Thor Rutgersson

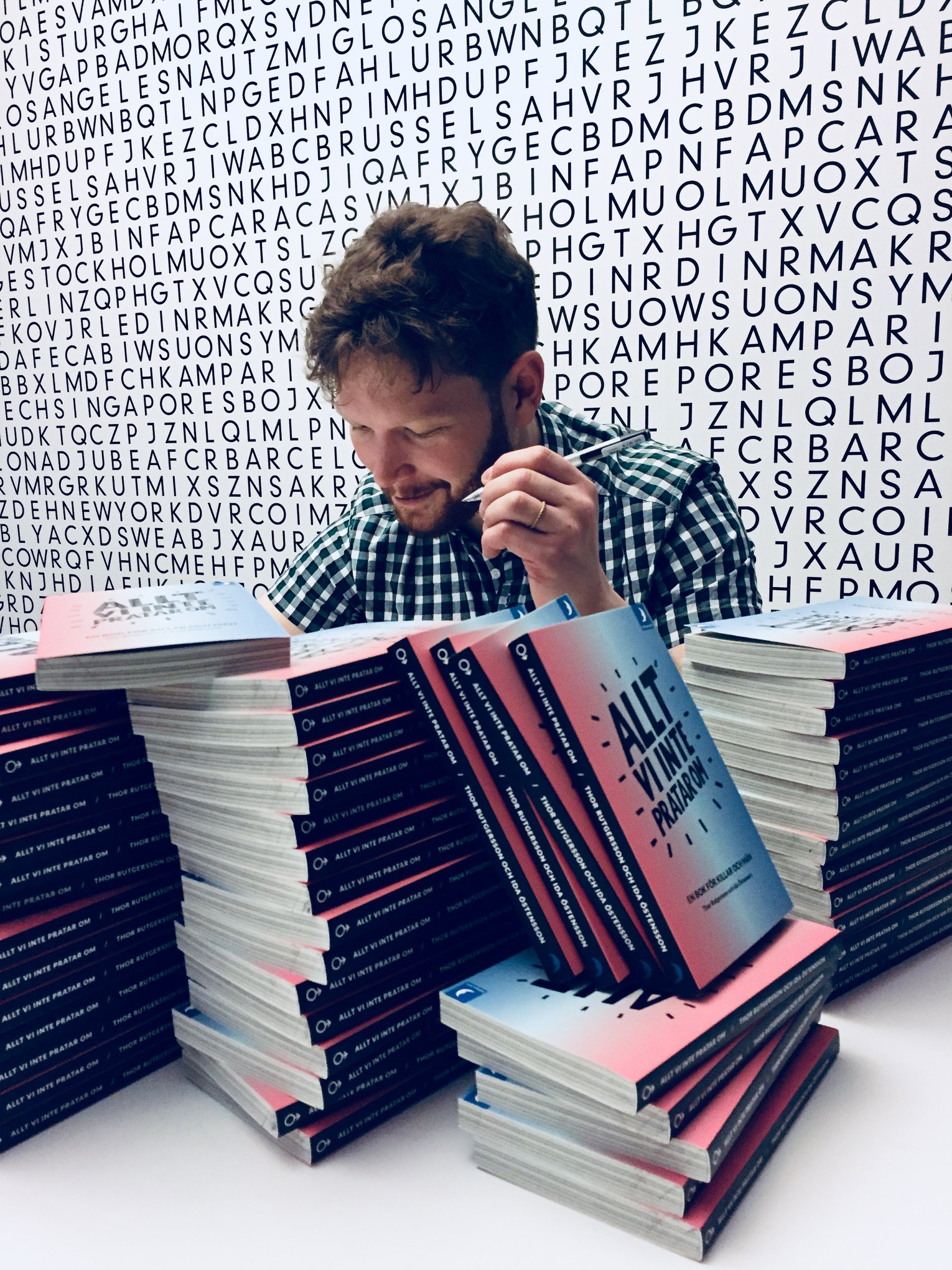
Thor Rutgersson signerar Allt vi inte pratar om

Thor Rune Rutgersson, född 20 november 1982, är författare, skribent, föreläsare, musiker och poet med ett extra engagemang för folkbildning och kulturfrågor. 

## Biografi och skrivande
2014 släppte Rutgersson sin första roman: Inställt p g a PANIK. Boken skildrar panikångest och blev Thors sätt att sätta ord på sin egen erfarenhet av psykisk ohälsa. 2021 släpptes en nyutgåva av boken.
Rutgersson har också skrivit barnboken Abella och Kapten: Vilse i stormen, illustrerad av Linnea Anckers. Boken, som berör frågor som saknad, anhörigskap, sorg och ensamhet, släpptes 2020 av Vildhallon, i ett samarbete med Anhörigas Riksförbund och uppmärksammades bland annat på Anhörigriksdagen samma år.
Rutgersson är aktiv i jämställdhetsdebatten och har tillsammans med jämlikhetsexperten Ida Östensson drivit satsningen Allt vi inte pratar om, för Bonnier Bookery/Månpocket och jämställdhetsstiftelsen Make Equal. Satsningen består av podcast, bok, ljudbok, e-bok, studiehandledning, samtalsguider och sällskapsspel – med syfte att inspirera män att prata om mansrollen. När Allt vi inte pratar om släpptes 2018 uppmärksammades den av bland annat Malou efter tio och TV4 Nyhetsmorgon och ledde också till att Rutgersson fick möjligheten att föreläsa om satsningen i ett TEDx-föredrag i Umeå. I november 2023 släpptes en nyutgåva av Allt vi inte pratar om med ett nyskrivet kapitel som handlar om de fem år som passerat sedan boken kom ut första gången. Rutgersson och Ida Östensson producerade även boken Allt vi inte ser: så påverkas du av det osynliga arbetet - hemma och på jobbet, som gavs ut i början av 2023 . Boken fick stort genomslag i media, exempelvis med stora reportage i DN och Svenska Dagbladet samt intervjuer i TV4 Nyhetsmorgon och Go’kväll. 
2017 släppte Rutgersson AMBIVALENS – prosadikter om psykisk ohälsa och olycklig kärlek. Rutgersson är även ordförande i poesi-föreningen Stockholm Poet Society . 2023 släpptes hans senaste roman, Mitt tillfälliga liv.

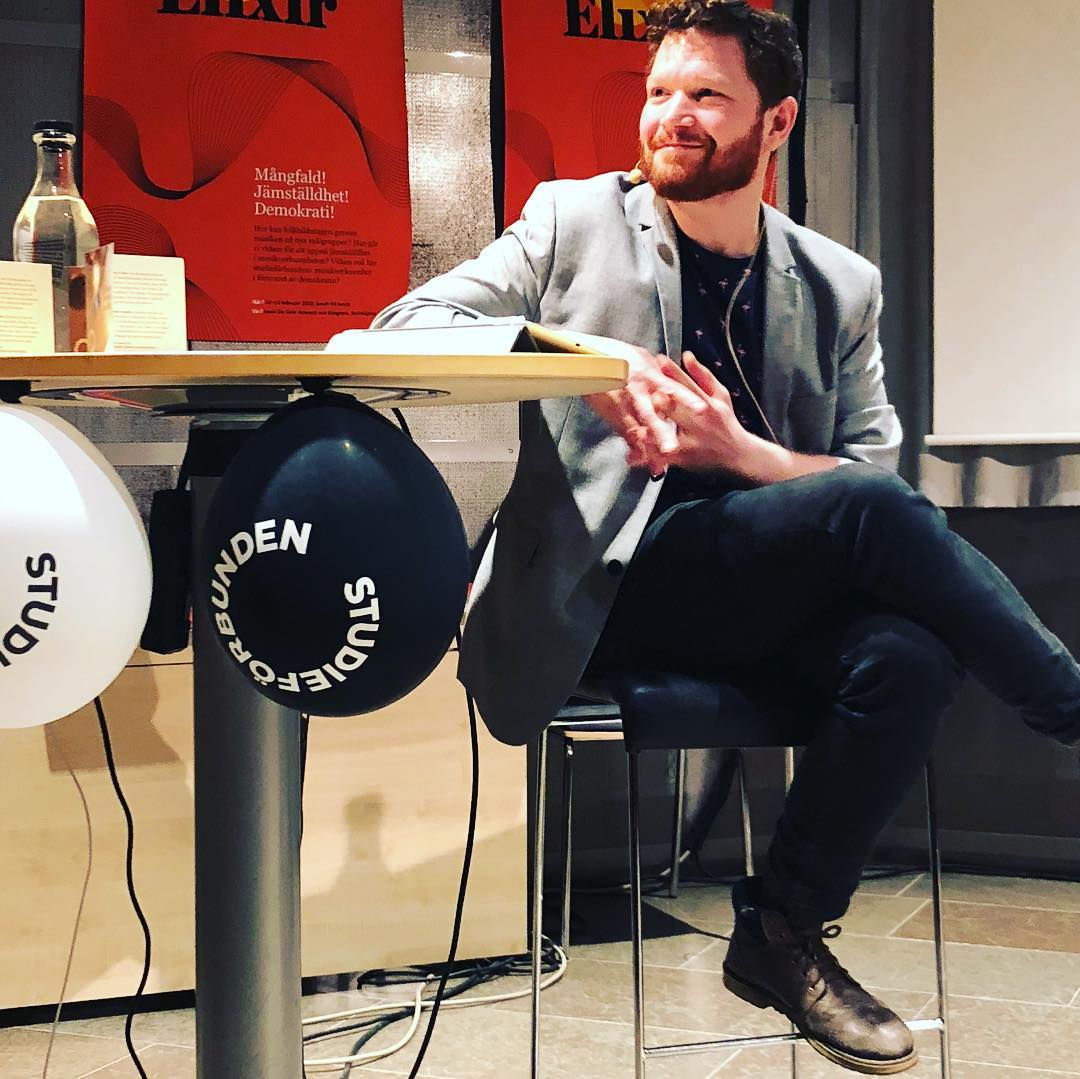
Thor som konferencier på Studieförbundens musikkonferens, Elixir, 2018

Rutgersson har släppt två musikalbum: ...I know, but I'm still hoping for a happy ending (TRR, 2003) och Alternative Mainstream (Peephole Recordings, 2016). Till låten All in all från det senare albumet släpptes en musikvideo tillsammans med Annelie Johansson. 
Mellan 2015 och 2021 arbetade Rutgersson på Riksföreningen mot ätstörningar – Frisk & Fri som pressansvarig. När han avslutade sin tjänst valdes han in i föreningens riksstyrelse.  Sedan 2021 arbetar Rutgersson som presskommunikatör på Folkbildningsrådet .

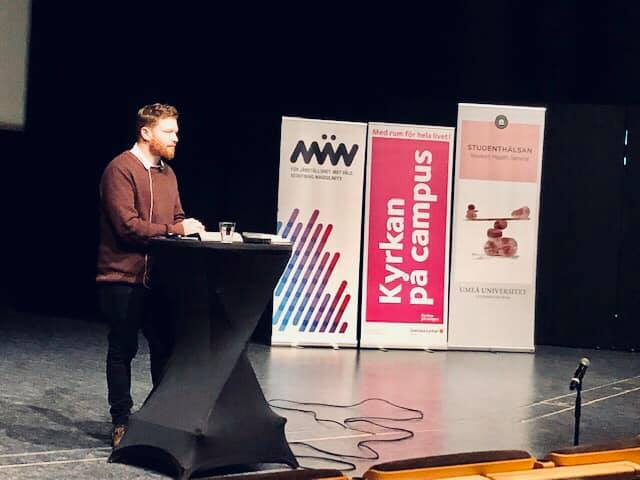
Föreläsning i Umeå 2019

## Rapporter
- 2013: Studiematerial – Lönesänkarna, ABF, pdf
- 2014: Empowering people through non-formal and Informal learning, SOLIDAR, pdf
- 2014: The missing piece of the puzzle – Non-Formal and Informal Learning as a Driver for Human Development, SOLIDAR, pdf
- 2014: Adult Education in Europe 2014 - A civil society view, European Association for the Education of Adults, pdf
- 2014: ABF POD, ABF, pdf
- 2016: Kunskapslyftet – Nästa stora frihetsreform: en rapport om att förverkliga det livslånga lärandet, ABF, Arbetarnas bildningsförbund (Sverige), pdf
- 2016: Vi fortsätter spela pop – men vi håller på att dö, Studiefrämjandet, pdf
- 2019: Cirkelns betydelser – En studie om deltagare i studieförbundens studiecirklar, Folkbildningsrådet, ISBN 9789188692740
- 2019: Det börjar med en cirkel – Studieförbunden bär demokratin, Studieförbunden, pdf
- 2020: Mångfald och förnyelse? – Utvärdering av folkbildningens kulturverksamheter, Folkbildningsrådet, pdf
- 2021: Folkhögskolans deltagare mitt i pandemin, Folkbildningsrådet, pdf